# Leucophlebia afra
Leucophlebia afra là một loài bướm đêm thuộc họ Sphingidae. Nó được tìm thấy ở Sénégal tới miền bắc Uganda và Sudan in the east, và to Angola in the west.
Chiều dài cánh trước là 20–25 mm đối với con đực và up to 30 mm đối với con cái. Cánh sau màu vàng đến cam. Con cái lớn và sẫm màu hơn con đực.